# یوهان ریچتوف
یوهان ریچتوف (انگلیسی: Johan Richthoff; ۳۰ آوریل ۱۸۹۸ – ۱ اکتبر ۱۹۸۳) کشتی‌گیر آزاد اهل سوئد بود.
وی در مسابقات کشوری و بین‌المللی در مجموع برندهٔ ۲ مدال طلا شده‌است.